# Ligne du Blanc à Argenton-sur-Creuse via Saint-Benoît-du-Sault
La ligne du Blanc à Argenton-sur-Creuse via Saint-Benoît-du-Sault est une ancienne ligne de chemin de fer française à écartement métrique et à voie unique. Elle reliait Le Blanc à Argenton-sur-Creuse via Saint-Benoît-du-Sault, toutes situées dans le département de l'Indre, en région Centre-Val de Loire.

## Histoire
La loi Migneret de 1865, permet aux départements de concéder l'exploitation de lignes ferroviaires d'intérêt local. Après le plan Freycinet de 1879, qui accélère la construction des lignes secondaires, le conseil général de l'Indre veut compléter le maillage des voies ferrées. Il concède à la Compagnie générale de construction de Saint-Denis, l'exploitation d'une ligne du Blanc à Argenton-sur-Creuse par Saint-Benoît-du-Sault. Le traité de concession est signé en 1900. L'année suivante, le concessionnaire crée avec divers investisseurs la Compagnie des Tramways de l'Indre (TI) qui reprend la concession. La ligne est ouverte en 1904.
Elle n'a pas pour objet de relier Le Blanc et Argenton-sur-Creuse, déjà desservis directement depuis 1889, par la ligne de Port-de-Piles à Argenton-sur-Creuse, mais de faciliter les liaisons entre ces deux villes et les communes localisées au sud de leur axe.
La voie, qui est métrique, traverse villes et villages en pleines rues et est de préférence construite en bordure des routes. Ce tracé permet d'éviter la construction d'ouvrages de génie civil importants, réduisant d'autant la charge d'investissement. Le train fait dès lors partie de la vie quotidienne de la population, rythme les heures, peine sous les yeux des habitants quand la déclivité est forte, progresse avec difficulté lorsqu'il y a foule, notamment les jours de marché. C'est un tramway à la fois urbain et rural (un arrêt tous les 1,7 km en moyenne), que les Berrichons appellent familièrement « le Tacot ».
Il y a en fait peu de trafic, et très peu pendant la Première Guerre mondiale. Le déficit des « Tramways de l'Indre » apparait en 1917 et s'amplifie à partir de 1935, avec la crise économique. La ligne doit être fermée en 1938. Seules les sections d'Argenton-sur-Creuse à Saint-Benoît-du-Sault et de Chaillac restent un temps ouvertes pour le transport du minerai de fer de Chéniers, mais le trafic est arrêté définitivement à l'armistice de juin 1940.
Dans la littérature, vers 1925, une lettre d’Antoine de Saint-Exupéry adressé à Renée de Saussine dit : « Je suis aussi allé, seul, à Argenton-sur-Creuse. Un adorable petit patelin. Un train à vapeur que l'on promène comme un joujou sur des rails minuscules toutes les quatre heures fait seul du bruit dans la ville, ».

## Tracé et profil
Ligne à voie unique et à écartement métrique, non électrifiée. Trois dépôts était repartis sur la ligne au 
Blanc, à Chaillac et à Argenton-sur-Creuse.

### Gares ferroviaires
| Noms                   | Types            | Communes                  |
| ---------------------- | ---------------- | ------------------------- |
| Le Blanc-PO            | Gare             | Le Blanc                  |
| Place du Marché        | arrêt facultatif | Le Blanc                  |
| Place de la Palisse    | arrêt facultatif | Le Blanc                  |
| Varennes               | arrêt facultatif | Le Blanc                  |
| Beauregard-les-Âges    | arrêt facultatif | Le Blanc                  |
| Villiers               | halte            | Mauvières                 |
| Mauvières              | station          | Mauvières                 |
| Les Bordes-Durenet     | arrêt            | Mauvières                 |
| Puyrajoux              | station          | Bélâbre                   |
| Saint-Hilaire          | ?                | Saint-Hilaire-sur-Benaize |
| Bélâbre                | gare             | Bélâbre                   |
| La Gendarmerie         | Arrêt facultatif | Bélâbre                   |
| La Gâtevine            | ? facultatif     | Chalais                   |
| Chalais                | ? facultatif     | Chalais                   |
| Chalais                | halte            | Chalais                   |
| La Luzeraize           | ? facultatif     | Chalais                   |
| La Roche-Chevreux      | halte            | Prissac                   |
| Prissac                | station          | Prissac                   |
| Fontmorand             | ? facultatif     | Prissac                   |
| La Plaine              | ? facultatif     | Prissac                   |
| Sacierges              | station          | Sacierges-Saint-Martin    |
| Le Joux                | ? facultatif     | Roussines                 |
| Meslier-les-Places     | ? facultatif     | Roussines                 |
| Montmartin             | ? facultatif     | Roussines                 |
| Saint-Benoît-du-Sault  | Gare             | Saint-Benoît-du-Sault     |
| Montpeuret             | ? facultatif     | Roussines                 |
| Le Pognat              | ? facultatif     | Sacierges-Saint-Martin    |
| La Forêt               | ? facultatif     | Chaillac                  |
| Chaillac               | gare             | Chaillac                  |
| La Boussinière         | ? facultatif     | Saint-Benoît-du-Sault     |
| Chassingrimont         | ? facultatif     | Chazelet                  |
| Saint-Gilles           | station          | Saint-Gilles              |
| La Fontouret           | ? facultatif     | Saint-Gilles              |
| Abloux                 | station          | Chazelet                  |
| Montbaltruy            | ? facultatif     | Vigoux                    |
| Les Bouchauds          | ? facultatif     | Vigoux                    |
| Le Puy-de-l'Âge        | station          | Celon                     |
| Les Matherons          | ? facultatif     | Celon                     |
| Les Ségouins           | ? facultatif     | Argenton-sur-Creuse       |
| Argenton-Baignettes    | gare             | Argenton-sur-Creuse       |
| Place du Marché au Blé | ? facultatif     | Argenton-sur-Creuse       |
| Place d'Armes          | ? facultatif     | Argenton-sur-Creuse       |
| Argenton-PO            | gare             | Argenton-sur-Creuse       |

## Dessertes
Trois trains effectuaient l'aller-retour (voyageurs et marchandises) à l'ouverture en 1904.

## Matériels et trains utilisés
Le matériel utilisée était des locomotives Garatt, Beyer-Peacock et Pinguely.